# Little Fighter
Little Fighter ist ein 2D-Beat-’em-up-Computerspiel im Stil der Double-Dragon-Spielreihe. Es ist Freeware und in insgesamt drei offiziellen Versionen erschienen.

## Little Fighter
Little Fighter wurde 1995 von Marti Wong veröffentlicht und im DOS-Modus gespielt.
In Little Fighter gibt es 10 verschiedene Charaktere und drei Modi: „Free for all“, „Teams“ und „Battle“. Mithilfe eines einfachen Texteditor ist es möglich die Charaktere zu verändern und so beispielsweise Julians Kopf auf den Körper Henrys zu setzen.

## Little Fighter 2
Little Fighter 2 wurde 1999 von Marti Wong und Starsky Wong programmiert. Ihr Ziel war, ein Spiel zu schaffen, das weltweit auf jedem Windows-PC gespielt werden kann.
Little Fighter 2 ist die mit Abstand bekannteste und am weitesten verbreitete Version. Im Vergleich zum Vorgänger wurde die Grafik verbessert, zudem gibt es nun 21 verschiedene Charaktere mit mehr Spezialattacken. Ergänzend gibt es mehr Spielmodi. Das Spiel kann mit bis zu vier Spielern gleichzeitig an einem PC und mit bis zu acht Spielern über ein Netzwerk gespielt werden. Die Charaktere können dabei von Menschen und/oder dem Computer gesteuert werden.
Ab Version 2.0 existiert auch ein „Survival“-Modus, in dem der Spieler allein oder mit mehreren Spielern die feindlichen Angriffe überleben muss und eine Aufnahmefunktion, mit der Kämpfe in Little Fighter 2 aufgezeichnet werden können. Diese Aufnahmen können allerdings nur im Spiel selbst betrachtet werden, da sie im Format .lfr abgespeichert werden. Mit dem beiliegenden lfr_summary_generator ist es möglich übersichtliche Tabellen mit den Ergebnissen der Aufnahmen im EXCEL-Format zu erstellen.
Es gibt viele Modifikationen, die von Little Fighter Fans geschaffen wurden. Meist wurden in diesen die Charaktere, Waffen, Spezialattacken und Hintergründe verändert oder neue hinzugefügt.
Im Frühjahr 2021 verkündete Marti Wong, dass er an einem Remake für den zweiten Teil arbeite.

### Gameplay
Der Spieler wählt zu Beginn einen Charakter aus, dem zum Besiegen der Gegner allen Charakteren mögliche Standard-, charakterspezifische Spezialattacken und Items zur Verfügung stehen.
Es gibt verschiedene Spielmodi, so beispielsweise den „VS“-Modus, den „Stage“-Modus, zwei „Championship“-Modi und den „Battle“-Modus. „VS“ ist ein einfaches Deathmatch. Ziel des „Stage“-Modus ist es sich durch 5 Welten („Stages“) zu kämpfen und dabei alle Gegner und Bosse zu besiegen. „Championship“ bietet ein Turnier nach dem KO-Prinzip.

## Little Fighter Online
Little Fighter Online wurde 2005 veröffentlicht. Es ist insbesondere in Hongkong beliebt und außerhalb nicht sehr stark verbreitet. Das liegt daran, dass es im Gegensatz zu den vorherigen Versionen nicht kostenlos ist. Vielmehr können wie bei einem Sammelkartenspiel sogenannte Boosterpacks gekauft werden, die dem Spieler neue Attacken, Charakter oder Items zur Verfügung stellen.

## Little Fighters Hikers
Little Fighters Hikers ist zurzeit das einzige Browserspiel, das auf Little Fighter 2 aufbaut. Man wählt einen der Charaktere von Little Fighter 2 und versucht sich dann gegen andere zu behaupten. Das Spiel wurde mit der Zustimmung von Marti Wong erstellt und ist bis jetzt nur auf Deutsch veröffentlicht. Die Entwicklung wurde seit ein paar Jahren nicht mehr fortgeführt.